# Deleatîn
Deleatîn (în ucraineană Делятин) este o așezare de tip urban din raionul Nadvirna, regiunea Ivano-Frankivsk, Ucraina. În afara localității principale, nu cuprinde și alte sate.

## Demografie
Componența lingvistică a așezării de tip urban Deleatîn
     Ucraineană (98,55%)
     Rusă (1,26%)
     Alte limbi (0,13%)
Conform recensământului din 2001, majoritatea populației așezării de tip urban Deleatîn era vorbitoare de ucraineană (98,55%), existând în minoritate și vorbitori de rusă (1,26%).